# آبشار موکئو
آبشار موکئو (به انگلیسی: Mokau Falls) آبشاری است که در نیوزلند واقع شده و ارتفاع کلی ریزشگاه آن ۳۲ متر است.